# José Freire Falcão
José Freire Falcão   (Ereré, 23 d'octubre de 1925 - Brasília, 26 de setembre de 2021) fou un cardenal brasiler de l'Església Catòlica, arquebisbe emèrit de Brasília.

## Biografia
Ordenat prevere el 19 de juny de 1949, va ser nomenat bisbe coadjutor de Limoeiro do Norte el 24 d'abril de 1967. Va rebre la consagració episcopal el 17 de juny següent; i ocupant la seu el 19 d'agost següent. El 25 de novembre de 1971 va ser promogut a arquebisbe de Teresina; sent promogut posteriorment a arquebisbe de Brasília, ocupant la seu de la capital el 15 de febrer de 1984 següent, regint-la fins al 28 de gener de 2004. El papa Joan Pau II el creà cardenal al consistori del 28 de juny de 1988, amb el títol de cardenal prevere de San Luca a Via Prenestina. El 2005 participà en el conclave que elegí el Papa Benet XVI.